# Религия
Рели́гия (через пол. religia, от лат. religiō — «связанность клятвой, верой»; «святыня», «благочестие», от religare — «связывать», от ligare — «связывать») — определённая система взглядов, обусловленная верой в сверхъестественное, включающая в себя свод моральных норм и типов поведения, обрядов, культовых действий и объединение людей в организацию (Церковь, умма, сангха, религиозная община).
Другие определения религии:
- исповедание веры посредством внешних знаков[5];
- организованное поклонение высшим силам. Религия не только представляет собой веру в существование высших сил, но устанавливает особые отношения к этим силам, она есть, следовательно, известная деятельность воли, направленная к этим силам[6];
- духовная формация, особый тип отношения человека к миру и самому себе, обусловленный представлениями об инобытии как доминирующей по отношению к обыденному существованию реальности[7];
- система человеческих норм и ценностей, основанных на вере в высший, сверхчеловеческий порядок[8]:256.

Также термин «религия» может пониматься в таких смыслах, как субъективно-личностный (религия как индивидуальная «вера», «религиозность») и объективно-общий (религия в качестве институционального явления — «вероисповедания», «богопочитания», «конфессии»).
Религиозная система представления мира (мировоззрение) опирается на религиозную веру и связана с отношением человека к надчеловеческому духовному миру, сверхчеловеческой реальности, о которой человек что-то знает, и на которую он ориентирует свою жизнь. Вера может подкрепляться мистическим опытом.
Особую важность для религии представляют такие понятия, как добро и зло, нравственность, цель и смысл жизни.
Основы религиозных представлений большинства мировых религий записаны людьми в священных текстах, которые, по убеждению верующих, либо продиктованы или вдохновлены непосредственно Богом или богами, либо написаны людьми, достигшими с точки зрения каждой конкретной религии высшего духовного состояния, великими учителями, особо просветлёнными или посвящёнными, святыми.
В большинстве религиозных сообществ заметное место занимает духовенство (служители религиозного культа).
Религия является преобладающим мировоззрением в большинстве стран, большинство опрошенных относят себя к одному из вероисповеданий.

## Определение религии
Определение религии — это противоречивый и сложный вопрос, по которому учёные не могут прийти к согласию относительно какого-либо одного определения. Множество мыслителей определяли религию каждый по-своему. В итоге насчитывается, по некоторым оценкам, более 250 определений этого понятия, по другим оценкам — до 1000.
Многообразие определений религии можно отнести к нескольким типам. В частности, первый подход к формулированию определения состоит в попытке создать «универсальное высказывание», «подлинную дефиницию» некоей «сущности» религии. Второй утверждает, что возможно указать лишь на ряд научно фиксируемых «измерений», социальных явлений, которые в том или ином обществе считаются «религией». Ни один из подходов не свободен от критики.

## Этимология слова «религия»
В древности существовало несколько точек зрения на происхождение слова «религия» (лат. religio — «совестливость», «благочестие», «набожность», «предмет культа»). Так, знаменитый римский оратор, писатель и политический деятель I века до н. э. Цицерон считал, что оно является производным от латинского глагола relegere (вновь собирать, снова обсуждать, опять обдумывать, откладывать на особое употребление), что в переносном смысле означает «благоговеть» или «относиться к чему-либо с особым вниманием, почтением». Отсюда и самое существо религии Цицерон видел в благоговении перед высшими силами, Божеством.
Известный западный христианский писатель и оратор Лактанций (ок. 250—325 годов) считал, что термин «религия» происходит от латинского глагола religare (связывать, привязывать), поэтому религию он определял как союз человека с Богом.
Подобным же образом понимал существо религии и блаженный Августин, хотя он считал, что слово «религия» произошло от глагола reeligere, то есть воссоединять, и сама религия означает воссоединение, возобновление когда-то утерянного союза между человеком и Богом.
Современные исследователи зачастую соглашаются с точкой зрения на происхождение слова «религия» от глагола religare.
В других культурах первоначальные значения терминов, которыми обозначаются явления, соответствующие феномену, именуемому латинским religio, иные. Соответствующий термин в санскрите — dharma (от dhar — «утверждать», «поддерживать», «защищать») — означает учение, добродетель, моральное качество, долг, справедливость, закон, образец, порядок мироздания и др. Чаще всего это слово употребляется применительно к народному образу жизни, имеет в виду сумму правил, определяющих его. По отношению к явлениям, распространённым в элитарных кругах, используется санскритское moksa, что означает реализующееся в определённой практике стремление оставить повседневную жизнь, подняться над круговоротом наличного бытия, освободиться от цепи рождений и смертей.
В исламе используется название din, которое первоначально означало власть — подчинение, обычаи, а впоследствии стало употребляться в смысле безусловности подчинения Аллаху и его безграничной власти, предания себя Богу, исполнения религиозных предписаний, совершенствования в искренности веры. Поэтому din стало обозначать: иман (вера, от глагола «верить, уверовать»), ислам (предание себя Богу, покорность, исполнение религиозных предписаний), ихсан (истовость, совестливость, чистосердечие — совершенствование в искренности веры).
В китайском языке для обозначения того, что в европейской культуре обозначается словом «религия», используется слово chiao — «учение». В японском — сюке — «учение».
В старославянском употреблялись слова «вера», «верство», «верование», а в русском языке слово «религия» известно с начала XVIII века.

### Эволюция смысла
Понятие «религия» гораздо более новое, чем большинство мировых религий. Это слово не употреблялось в канонических документах западных религий — в еврейской Библии, Новом Завете, Коране. Латинское слово religio в значении «благочестие» было использовано в первом латинском переводе Библии. После заключения Вестфальского мира (1648) лат. religio стали использовать для обозначения вероисповедания, и в этом значении в XVIII веке оно вошло и в русский язык.

## Функции
- Регулятивная. Религия регулирует поведение индивидов и социальных групп, устанавливает определённые рамки для свободы человека.
- Мировоззренческая. Религия формирует картину мира и место в нём человека, а также систему ценностей.
- Компенсаторная. Религия помогает человеку справиться с социальным и психологическим напряжением, успокаивает, приносит облегчение.
- Коммуникативная. Религия обеспечивает общение верующих в рамках религиозной общины или организации.
- Интегрирующая. Религия может являться фактором интеграции и социальной стабильности общества, объединённого единой верой. С другой стороны, религия может служить и сильнейшим фактором разъединения, о чём свидетельствуют религиозные межгосударственные и гражданские войны.
- Культурная. Религия способствует сохранению и развитию социального и культурного наследия, сама при этом являясь неотъемлемой частью человеческой культуры[30][31].

## Структура
В структуре религии выделяют следующие компоненты:
- религиозное сознание, которое может быть обыденным (личное отношение) и концептуальным (учение о Боге, нормы образа жизни и т. п.);
- религиозная деятельность, которая подразделяется на культовую и внекультовую;
- религиозные отношения (культовые, внекультовые);
- религиозные организации.

## Виды
Для религий Древнего Египта, Индии, Греции, Рима, ацтеков, майя, древних германцев, древней Руси характерно было многобожие — политеизм.
Единобожие (монотеизм) характерно для таких религий, как зороастризм, иудаизм, христианство, ислам, сикхизм и некоторых других. С точки зрения верующих, приверженцев вышеперечисленных религий, появление их стало следствием непосредственного божественного воздействия на пророков.
Пантеизм — учение, согласно которому Вселенная (природа) и Бог тождественны. Пантеизм был распространён в ряде античных религиозно-философских школ (стоики и др.), в ряде средневековых учений (см. Спиноза и т. д.). Многие элементы пантеизма присутствуют в отдельных формах язычества и неоязычества, а также в ряде современных синкретических оккультных учений: теософии, Агни-йоге и др.
Существуют также религии без Бога (в том смысле, какой придают этому понятию многие западные школы религиоведения) — вера в абстрактный идеал: конфуцианство, даосизм, буддизм, джайнизм. Религии этого вида называют этическими.

### Классификация
Существует более пяти тысяч религий. Религиовед Е. Н. Васильева отмечает, что проблема создания единой ёмкой классификации, которая позволила бы упорядочить многообразие религий, заключается, в частности, в том, что известные нам религии настолько различны, что невозможно найти для них единого основания, то есть общего для всех религий свойства; кроме того, религии — очень динамичные объекты, поэтому любая классификация религий, по мере их развития, будет неизбежно претерпевать изменения; и, самое главное, определение религии — это самый тяжёлый вопрос религиоведения, по которому среди учёных пока нет единого мнения.
Есть несколько подходов к классификации религий, ни один из которых не является общепринятым:
- Нормативный подход выражается в делении религий на «истинные» и «ложные». Это старейшая классификация, но весьма пристрастная и необъективная[39].
- Эволюционный подход распределяет религии по ступеням развития, по аналогии со взрослением человека. Так, Г. Гегель классифицирует религии в соответствии с тем, какую роль они сыграли в самореализации Духа:
  - Природные религии (находятся на низшем уровне развития): чародейство, религии Китая, Индии (включая буддизм), древние религии Египта, Персии, Сирии.
  - Духовно-индивидуальные религии (находятся на промежуточном уровне): иудаизм, древнегреческая и древнеримская религии.
  - Абсолютная религия (находится на высшем уровне): христианство[39][42], ислам[источник не указан 641 день]

Подобную классификацию предлагает православный богослов А. Мень, выдвигая тезис, что все религии — это предыстория христианства, подготовка к нему.
- Географический подход учитывает исторические и генетические связи между религиями. В частности, выделяются «западные» (христианство, ислам, иудаизм) и «восточные» (буддизм, джайнизм, сикхизм, даосизм, конфуцианство, синтоизм). Также можно выделить религии Африки, Америки, Океании и других регионов[39].
- Морфологический подход, в рамках которого религии разделяются по содержанию, форме и характеру культа, отношению к нравственности и т. д. В частности, религии делят в зависимости от объекта поклонения на монотеизм (единобожие), политеизм (многобожие), генотеизм (иерархия богов и верховный Бог), атеистические религии (например, ранний буддизм, саентология), супратеизм (монистический индуизм Шанкары, эллинистический космизм). Родоначальником такого подхода является Э. Тайлор[39][4].
- Генетический подход учитывает характер происхождения религий, подразделяя их на естественные (народные) и религии откровения (личностные религии). Первые возникают непосредственно в социуме, не вследствие деятельности пророков, к ним относятся первобытные и родоплеменные религии, многие национальные религии, такие как синтоизм или индуизм. Религии откровения связаны с личностью основателя и фактом сверхъестественного откровения или озарения; к ним относят зороастризм, буддизм, христианство, ислам[39][4].
- Исторический подход увязывает религию со стадией развития общества и этноса. Выделяют родоплеменные религии (самые ранние, к числу которых относятся анимизм, тотемизм, фетишизм, магия), национальные (индуизм, иудаизм, синтоизм, конфуцианство и др.), мировые (наднациональные, в том числе христианство, ислам). В отдельную категорию выделяют синкретические религии, возникшие в результате смешения разнородных религиозных элементов, принадлежащих к разным культурам (например, афрохристианские церкви). Следует учитывать, что одна и та же религия в разные периоды времени может выступать и как национальная, и как мировая или родоплеменная[39][4][43][44].
- Хронологический подход состоит в делении на «мёртвые религии» (существовавшие в прошлом) и «живые религии» (ныне существующие). Среди современных религий также выделяют в отдельную категорию «новые религиозные движения»[39][45].
- Социальный подход выражает отношение религии к миру, человеку. Выделяют миротерпимые, мироотрицающие и мироутверждающие. Выделяют также религии спасения, где сильно развито учение о спасении и искуплении, согласно которому спасение человека после смерти возможно на определённых условиях[39]. В свою очередь, религии спасения, исходя из способа и направления спасительного исхода, делятся на три группы:
  - Религии аскетизма видят спасение в потустороннем мире, где человеку, по их представлениям, может быть доступно то, что недоступно в земном. Путь аскезы, то есть отказа от мирских благ и удовольствий, призван вывести за пределы повседневного опыта, преодолеть власть сил и законов земного существования. К этой категории относится, в частности, христианство[39].
  - Религии эскапизма (от англ. escape — убежать, спастись, освободиться) видят спасение в состоянии свободы от какого бы то ни было бытия, считая, что материальный мир принципиально не может принести ничего хорошего, а поэтому в этом мире стремиться не к чему, можно стремиться лишь к свободе от каких бы то ни было стремлений (состоянию, которое, в частности, называют нирваной, апатией, атараксией и т. п.). К этой категории относится буддизм[39].
  - Религии гетерономии (от др.-греч. ἕτερος — «другой», и νόμος — «закон») утверждают, что Бог обладает в мире всей полнотой власти, поэтому для достижения спасения человек должен полностью соблюдать установленные Богом законы и правила поведения. К числу таких религий относятся иудаизм и ислам[39].
- Феноменологический подход рассматривает религии как целостный феномен человеческой жизни. Наиболее известна феноменологическая классификация голландского учёного Г. ван дер Леува, который выделил следующие типы религий: религии уединённости и полёта (Древний Китай и деизм XVIII в.), религии борьбы (зороастризм), религия покоя (обнаруживается в любой религии в форме мистицизма), религия беспокойства, или теизм (также не имеет конкретной формы, но проявляется во всех религиях), религия силы и формы (Древняя Греция); религии бесконечности и аскетизма (религии Индии); религия пустоты и сострадания (буддизм); религия воли и послушания (иудаизм); религия величия и унижения (ислам); религия любви (христианство)[39].
- Этнолингвистический подход был сформулирован Максом Мюллером, основоположником сравнительного метода в религиоведении, который полагал наличие связи «между языком, религией и национальностью» и соответственно относил к арийским (индоевропейским) религиям религии славян, германцев, кельтов, персов, греков, римлян вместе с религиями Индии, а религии Ближнего Востока (иудаизм, христианство и ислам), основывающиеся на авторитете Библии, получили название семитских (авраамических) религий[39].
- Статистический подход основан на эмпирических данных, таких как: количество верующих, их процент от общей численности населения, возрастной и половой состав, географическая распространённость. Он используется, в частности, при классификации религий по числу их последователей. Проблемой этого подхода является необходимость выработать критерий религиозности[39].
- Государственно-правовой подход выделяет религии, которые поддерживаются государством и не поддерживаются государством, а также религии, к которым государство относится нейтрально. Существуют религии, имеющие статус государственных, и религии, статус которых не закреплён государственными документами[39].
- Организационный подход основан на разделении религий по уровню организации на жёстко централизованные, слабоцентрализованные и децентрализованные. По степени зрелости религиозные организации подразделяются на церкви, секты и культы. Некоторые религиозные организации в процессе становления последовательно проходят все три стадии: от харизматического культа через секту к церкви. (Подробнее…)
  - Церковь — наиболее зрелый тип религиозной организации, социальный институт, характеризующийся авторитарным централизованным иерархическим правлением, наличием профессиональных священнослужителей, чётко определённой системой норм религиозной морали, канонического права, ценностей и санкций. Сам факт рождения в определённой религиозной среде приводит к членству в церкви. В ряде случаев церковь тесно связана с государственной властью (государственная церковь)[39].
  - Секта — религиозная организация, которая откололась от церкви. Она характеризуется самобытным вероучением, изолированностью от мира и от других религий, претензиями на исключительность исповедуемых взглядов. Принадлежность к секте является результатом обращения в веру[39].
  - Культ (харизматический культ) — религиозная организация, возникшая путём объединения приверженцев какой-либо харизматической личности. Культ не имеет разработанной религиозной доктрины, и основой его вероучения является убеждение в божественности лидера культа и избранности его членов[39].
- Иерархический подход был положен в основу классификации религий российским религиоведом П. И. Пучковым. На верхнем уровне иерархии находятся общности, которые П. И. Пучков называет религиями (в узком значении этого слова) или конкретными религиями (например, христианство, ислам, индуизм и т. д.). На втором уровне находятся направления — крупные, давно сложившиеся, существенно отличающиеся друг от друга по догматике и культу ветви конкретных религий (например, протестантизм, православие, католицизм, шиизм). Третий уровень занимают течения, для которых характерная большая внутренняя близость, чем для направлений (например, баптизм, алавизм, пятидесятничество). Последний, четвёртый уровень деноминации объединяет религиозные общины, почти не отличающиеся друг от друга по догматике и культу и часто имеющие общие руководящие органы (например, Южная баптистская конвенция, Римско-католическая церковь, Русская православная церковь)[39].
- Догматический (вероучительный) подход упорядочивает религии на основе разделяемых ими принципов вероучения. Есть несколько типов такой классификации:
  - По отношению Высшего Существа (Бога) к человеку. Например, в буддизме Бог потенциально существует, но не взаимодействует с человеком, не наказывает и не поощряет. В христианстве Бог существует, может потенциально взаимодействовать с человеком, в будущем может наказывать и поощрять. В баптизме Бог представляет единое целое с человеческой душой. В исламе Бог постоянно находится рядом с человеком, постоянно властвует над ним и ежеминутно оценивает все его действия[39].
  - По наличию в вероучении возможности разделения светского и духовного начал. Как отметил Сэмюэл Хантингтон в книге «Столкновение цивилизаций», в католицизме и протестантизме Бог и кесарь, церковное и светское, духовное и материальное разделены; в индуизме также разделены светская и духовная власти, однако компетенция светской власти ограничена защитой религии. В исламе, ламаизме, конфуцианстве и синтоизме нет разделения духовной и светской власти. Как сформулировал Сэмюэл Хантингтон, «в исламе Бог — это кесарь, а в Китае и Японии кесарь — это Бог»[39].
  - По наличию или отсутствию идеи Бога-творца. В метафизических религиях (к числу которых относят христианство, иудаизм, ислам, сикхизм и др.) утверждается, что Бог-творец создал наш мир, в том числе человека. В эмпирических религиях (буддизм, даосизм, джайнизм, синтоизм, конфуцианство и др.) наличие Бога-творца либо отрицается, либо не играет существенной роли[39].
  - По объяснению смысла и цели человеческой жизни исходя из сил, которые властвуют над миром и человеком, религии традиционно разделяются на языческие и теистические.
    - Теистические (от греч. Θεός — Бог) религии возникли как религии откровения и опираются на учение о безраздельной власти над миром одного живого существа — Бога[39].
    - Языческие религии возникли в процессе многовековой истории человечества (естественные религии) и признают верховным принципом мироздания принцип мировой справедливости, согласно которому все награды и наказания, выпадающие на долю человека, так или иначе им заслужены. Такая справедливость может осуществляться, во-первых, благодаря всемирному закону справедливости. Во-вторых, с помощью воли богов, которые могут быть организованы иерархически и беспорядочно, с верховным богом или без него, дуалистически (с добрыми и злыми богами), монически (с одним божественным началом) или плюралистически (со многими взаимодействующими факторами). В язычестве чаще всего говорится о власти множества богов (политеизм), но может признаваться и единоличный бог (монотеизм), хотя в последнем случае его власть не безраздельна и ограничена иными мировыми силами[39].

## Возникновение
Существует множество
теорий возникновения религий, среди которых:
- Религиозная: человек был создан Богом и до грехопадения общался с ним напрямую. После грехопадения общение с Богом было нарушено, но Бог открывал себя в откровениях, через ангелов, пророков и в богоявлениях. Человек, в свою очередь, имеет возможность обращаться к невидимому Богу (в молитвах) как непосредственно, так и через посредников. Политеизм рассматривается как результат постепенного отхода от изначального монотеизма.
- Промежуточная, с одной стороны опирающаяся на современные научные знания и общественные настроения, с другой стороны основанная на главном постулате авраамических религий о сотворении мира и человека Богом, после чего (наиболее часто — в результате грехопадения) человек абсолютно забыл об общении с ним и даже о его существовании. Он вынужден заново искать путь к Богу, а поэтому каждая религия — это путь поиска возвращения к Богу. Этому взгляду соответствовала концепция прамонотеизма, согласно которой религия в человеческом обществе существовала всегда, и к тому же изначально имела форму монотеизма, который у многих народов был впоследствии утрачен, выродившись в тотемизм, язычество и прочие немонотеистические формы религии. Концепция прамонотеизма была сформулирована шотландским учёным и литератором Э. Лэнгом, впоследствии получила своё развитие в 12-томном труде католического священника, антрополога и лингвиста В. Шмидта «Происхождение идеи Бога»[49]. Однако позднее она была подвергнута критике[50][51][52]. По мнению И. А. Крывелёва, в сочинении Вильгельма Шмидта есть ошибки. После смерти Шмидта его ученики, группирующиеся вокруг журнала «Anthropos», предприняли ревизию его работы и фактически отказались от неё, постулируя в качестве первичной формы религии не прамонотеизм, а пратеизм[53].
- Эволюционная: вера в сверхъестественное возникает при определённом уровне развития мозга в силу невозможности рационально объяснить наблюдаемые природные явления. Первобытный человек определял все явления как некие разумные действия, объясняя проявления природных сил волей духа, разумного начала, гораздо более могущественного, чем человек. Высшей силе приписывались человеческие эмоции и поступки, а модель взаимоотношений между этими силами копировалась с соответствующей организации человеческого общества. Согласно этому подходу, религия прогрессировала от простейших форм к более сложным: сначала был преанимизм, затем анимизм, тотемизм, политеизм и наконец монотеизм (см. Антропология религии)[54]. Кроме того, развитие религиозного сознания укрепляло нравственные устои в социуме, повышая тем самым его стабильность, что, в свою очередь, давало конкурентное преимущество и закреплялось естественным отбором среди социумов[55]. По мнению Hervey C. Peoples и соавт., повсеместное распространение в человеческих сообществах религиозных воззрений разной структуры и сложности указывает на эволюционную природу последних. Однако ни специфические особенности ранних воззрений, ни последовательность их развития науке неизвестны[55].

Идею последовательного усложнения религиозных верований впервые предложил Э. Тайлор, который выдвинул гипотезу о том, что первоначальной формой религии был анимизм. В дальнейшем идеи Тайлора получили развитие в работах Дж. Фрейзера (магия как первоначальная форма религии), Р. Маретта, Л. Я. Штернберга (эпоха аниматизма, оживотворения всей природы), и Л. Леви-Брюля (первобытный дологический мистицизм). В настоящее время теория об эволюционной последовательности магии, религии и науки отвергнута. С другой стороны, современные исследования указывают именно на эволюционный характер развития религий и верований: от анимизма к монотеизму. При этом возникновение стратифицированных пантеонов и затем концепции единого Бога-вседержителя соответствовали социальной эволюции того или иного социума: от равенства охотников-собирателей (75—100 тыс. лет до н. э.) до социальной стратификации земледельческих цивилизаций (7—10 тыс. лет до н. э.).
Основатели марксизма также разработали концепцию, согласно которой корнем религии является реальное практическое бессилие человека, сначала перед природными, затем перед социальными явлениями, проявляющееся в его повседневной жизни, выражающееся в том, что он не может самостоятельно обеспечить успеха своей деятельности. Также широко известно выражение «религия есть опиум народа».
Согласно имеющимся на данный момент сведениям о периоде палеолита, по меньшей мере, к концу этой эпохи, древние люди развили то, что мы могли бы назвать религией или духовными отношениями. На это указывают имевшиеся у них к тому времени обычаи ритуального захоронения и наскальные рисунки в пещерах. Люди, вероятно, верили, что естественный мир населяли боги или божества, или даже, что различные объекты и места, такие, как камни или рощи, сами были живы. Религиозные верования и практики — как мы могли бы их себе вообразить — сформировали социальную структуру, как бы связывая общины и повышая эффективность их деятельности.
Некоторые из исследователей полностью отвергают мысль о существовании дорелигиозного периода, а в качестве обоснования своего взгляда утверждают, что «современной этнографии не известен ни один народ, ни одно племя, не имеющее религиозной традиции, дорелигиозное».
Однако другие исследователи считают, что все утверждения о том, что религия изначально присуща человеку, не выдерживают критики. По их мнению, дорелигиозный период длился очень долго, вплоть до формирования неандертальца. Некоторые из них также полагают, что признаки, свидетельствующие о наличии религиозных представлений и обрядов, становятся действительно многочисленными и убедительными лишь для периода верхнего палеолита (около 40—18 тыс. лет назад). С определением времени возникновения религиозных обычаев тесно связана проблема определения различия и разграничения первобытных «формирующихся людей» (архантропов и палеоантропов) и первобытных людей современного физического типа (неоантропов, Homo sapiens), к которым принадлежали люди верхнего палеолита, именуемые обычно кроманьонцами.
Французский антрополог Паскаль Буайе отмечает, что религия и/или верования в сверхъестественные силы наблюдаются у всех народов и племён Земли, но отсутствуют у животных. На основании своих многолетних исследований Буайе заключает, что причины возникновения религий, суеверий и других верований в сверхъестественное заключаются в физиологии мышления человека как вида.
На сегодня закономерности возникновения, развития и функционирования религии рассматривает религиоведение, начавшее формироваться в самостоятельную область знаний с XIX века на стыке многих наук, в том числе истории, археологии, социальной философии, социологии.

## Религия и мифология
Вопрос о соотношении религии и мифологии решался по-разному исследователями разных направлений. Мифологическая школа ещё не ставила этого вопроса прямо, поскольку религией в то время считались лишь сложные вероучения — христианство, ислам, иудаизм и др., а мифология рассматривалась как древняя поэзия. Мифологическая школа не отделяла мифологию от народных религиозных верований.
Впервые понятие «миф» к христианскому вероучению применил историк религии и либеральный богослов Д. Штраус («Жизнь Иисуса», 1835), пытавшийся очистить облик исторического Иисуса от мифических напластований. Этнографы эволюционной школы больше сблизили мифологию и религию. Э. Тэйлор считал, что в основе мифологии лежит примитивное анимистическое мировоззрение, из которого проистекает содержание религии. Этот взгляд по-разному варьировался этнографами — эволюционистами. Н. Н. Харузин рассматривал мифологию как мировоззрение первобытного человека, главный источник познания религиозных верований, поскольку мифологический материал используется в культе. Д. Бринтон также считал, что сама мифология по существу религиозна, но, согласно ему, не религия происходит из мифологии, a мифология — от религии, а подлинные мифы составляют результат проникновения в божественное, которое является единственной основой религий. К. Прёйс отмечал, что миф является необходимой составной частью культа. Согласно А. Б. Рановичу, мифология всегда составляет один из элементов религии.
Уже с конца XIX века делались попытки разграничить мифологию и религию или противопоставить их. Целью было «обелить» религию, освободив её от компрометирующего мифологического элемента, «наивных или забавных» рассказов. Так, Ф. Джевонс писал, что миф — это ни религия, ни источник религии, а первобытная философия, наука и отчасти художественный вымысел. Она способна лишь отбирать мифы, отбрасывая несовместимые с ней. С. Рейнак рассматривал мифологию лишь как собрание рассказов, тогда как религии присущи эмоции и действия.
Наиболее явно пытались размежевать религию и мифологию сторонники теории прамонотеизма (Э. Лэнг, В. Шмидт и их последователи). Религия представлялась чисто моральным мировоззрением, лишённым низменных мифологических мотивов. Таких мотивов якобы не было в первобытной религии. Основоположник теории прамонотеизма Лэнг писал о двух течениях в религии — религиозном и мифическом. Первое даже у дикарей лишено магических обычаев умилостивления духов, второе наполнено магией, обманом. Глава венской школы Шмидт утверждал, что мифологические элементы в религии являют собой поздние наслоения, которые затемняют первоначальный возвышенный, морально чистый образ небесного единого бога.
Ряд авторов разграничивал миф и религию путём сужения понятия первой. В. Вундт считал, что религия присутствует только там, где есть вера в богов, в то время как мифология охватывает веру в духов, демонов, в души людей и животных, что представляет собой лишь начатки религии. По мнению П. Эренрейха, мифология вначале не была религиозной и лишь на поздних стадиях развития связывается с религией.
В противоположность теоретикам прамонотеизма марксисты рассматривают религию как явление отрицательное, а мифологию — как положительную культурную ценность, а примесь религии в мифологии портит её. И. Тренченьи-Вальдапфель считал, что религия — реакционная сила, которая подчиняет человека тайным силам, в то время как мифология — сила прогресса, создающая положительных героев и прекрасные образы богов как высшую ступень самосовершенствования человека. По его мнению, в первобытном обществе мифология была частью религии, но позднее, на рубеже бесклассового и классового общества, мифотворчество отделилось от религии. Мифология стала прогрессивной частью фантазии, в которой человеческое самосознание вступило в борьбу против религии, старавшейся внушить человеку чувство зависимости от внешнего мира. С. А. Токарев отмечает, что выводы Тренченьи-Вальдапфеля основаны преимущественно лишь на развитой и поздней мифологии, в основном греческой.
В современной науке преобладает мнение о тесной связи мифологии и религии, которые при этом остаются самостоятельными. Сама по себе мифотворческая деятельность не включает ничего религиозного, о чём свидетельствуют австралийские мифы, мифы Океании, народов Африки и Америки. Самые элементарные из них отвечают на вопросы об устройстве окружающего природного мира. Но если мифы объясняют явления социальной жизни, обычаи, нормы поведения (разделение по возрасту и полу, родственные, межплеменные отношения и др.), это объяснение становится мифологическим обоснованием и оправданием социальной практики, их санкцией и сакрализацией. Сакрализованные социальные нормы становятся обязательными. Миф выполняет важнейшую социально-нормативную функцию. Социальная практика обосновывается и освящается отсылкой к мифическому прошлому, когда мифические предки, культурные герои, демиурги установили данный обряд или социальную норму. Возникает связь между мифами и религиозными обрядами. Миф разъясняет и обосновывает религиозную церемонию, а церемония, в свою очередь, воспроизводит в лицах рецитируемый или пересказываемый миф. Это тесное взаимодействие мифа и обряда вызвало длительный спор в науке: что является первичным, а что производным — миф или обряд. В государственном обществе боги начинают олицетворять прежде всего социальную власть.
Мифология поставляет материал для содержания религиозных верований, но она является наиболее существенным элементом религии. Ещё У. Робертсон-Смит писал, что основу древних религий составляли не верования и догматы, а обряды и ритуал, участие в котором членов общины было обязательным. Во многих религиях мифологический компонент является второстепенным, необязательным. Так, у древних греков, у которых мифология достигла особого развития и разнообразия, мифы не составляли сути религии. Вера в мифы не была обязательной. Образованные люди могли отрицать реальность мифа до тех пор, пока они с почтением относились к богам — покровителям города и выполняли религиозные обряды. В некоторых религиях мифологическая сторона играла неприметную роль и почти отсутствовала, например, в конфуцианстве. Мифология и религия имеют общее — олицетворяющую фантазию, поэтому уже на ранних ступенях развития мифологические представления включаются в область религии. Фигурирующие в мифологии события относятся к отдалённому прошлому (мифологическая эпоха). В религии имеются культовые мифы, связанные с религиозно-магическими обрядами, в которых обряд обосновывается характерным для мифологии способом: учреждение обряда относится к мифологической древности, связывается с мифическими персонажами, а сам миф, как и обряд, становится священным, тайным. Сливаясь с религиозно-магическими обрядами, мифы образуют существенную часть содержания религиозных верований. На поздней стадии развития, в мировых религиях, мифы становятся религиозными догматами. Но у ряда народов (древние греки и др.) масштабное развитие мифологической фантазии приводило к тому, что и отвлечённо философские идеи могли облекаться в мифологическую форму. Мифология и на ранних, и на поздних ступенях исторического развития иногда могла сохранять некоторую независимость от религии.

## Религия и демография
Религиовед Р. А. Силантьев отмечает, что все традиционные религии выступают за высокую рождаемость, против абортов и осуждают контрацепцию. В связи с этим рождаемость среди верующего населения выше, чем среди атеистов: например, в Израиле самая высокая рождаемость у евреев-ортодоксов, у которых редко меньше 5 детей в семье. Высокая рождаемость характерна для мусульман. В тех христианских странах, где сохранилась религиозность населения, рождаемость не ниже мусульман: например, в Боснии и Герцеговине рождаемость православных сербов выше рождаемости мусульман-бошняков. В семьях украинских и русских православных священников редко бывает меньше 3—4 детей, а семьи с 10—15 детьми встречаются в каждой епархии. Поэтому причина демографического кризиса в утрате христианских ценностей, а ислам в Европе побеждает не само христианство, а постхристианское общество, которое утратило религиозность.
Утрату православной религиозности как главную причину падения рождаемости в России называет кандидат социологических наук, директор Института демографических исследований и главный редактор портала Демография.ру И. И. Белобородов.
В среднем рождаемость среди верующего населения выше, чем среди атеистов. Однако данная зависимость неоднородна по регионам: если в странах западной, северной и южной Европы фактор религиозности оказывает существенное влияние на среднее число детей в семье, то в странах восточной Европы исследования показали скорее отсутствие зависимости между религиозностью и рождаемостью.
В России, согласно исследованиям Т. М. Малевой и О. В. Синявской в рамках проекта РиДМиЖ (GGS), самый высокий уровень рождаемости у исповедующих ислам этнических групп, тогда как в других религиях рождаемость находится на одинаково низком уровне и нет существенной разницы между рождаемостью верующих и неверующих.
По мнению магистра социологии, преподавателя кафедры философии религии и религиозных аспектов культуры богословского факультета ПСТГУ Е. В. Пруцковой, связь между религиозностью и рождаемостью определяется наличием или отсутствием первичной религиозной социализации.
Однако отношение к абортам и планированию семьи в религиозной среде, как показали выступления на всемирной конференции по народонаселению и развитию (Каир, сентябрь 1994), далеко не однородно.

## Религия и общество
В статье рассматриваются следующие вопросы:
- Религия и наука (в том числе религиозная вера у учёных, религия и уровень образованности)
- Религия и преступность
- Религия и здоровье
- Религия и социальное благополучие
- Религия и политика

## Религии и верования мира

Государства с официальными религиями:
Христианство
Ислам
Буддизм

### Архаические верования, ритуалы и обряды
Наука выделяет несколько основных верований, характерных для охотников-собирателей: анимизм, вера в загробную жизнь, шаманизм, культ предков, культ высших богов.

#### Магия
Магия — понятие, используемое для описания системы мышления, при которой человек обращается к тайным силам с целью влияния на события, а также реального или кажущегося воздействия на состояние материи; символическое действие или бездействие, направленное на достижение определённой цели сверхъестественным путём.

#### Тотемизм
Тотемизм многие атеистически настроенные исследователи рассматривают как одну из древнейших и универсальных религий первобытного человечества. Следы тотемизма можно найти во всех религиях и даже в обрядах, сказках и мифах.
Тотемизм — представление о связи человека с окружающим миром, предполагающее воображаемый родственный союз с тем или иным природным объектом — тотемом: животным, растением, неодушевлённым предметом, природным явлением.

#### Анимизм
В основе находится вера в существование души, духов, вера в одушевлённость всей природы. Английский этнограф и культуролог Эдвард Тайлор считал, что анимизм присущ любой религии, составляет её базу.

#### Фетишизм
Вера в предметы, обладающие различными сверхъестественными силами.

#### Аниматизм
Вера в безличную одушевлённость природы или отдельных её частей и явлений.

#### Шаманизм
Взаимодействие с миром духов. Связь, которую осуществляет шаман.

### Религиозный синкретизм античного мира

#### Религия Древнего Египта
Религия древних египтян зародилась в первобытно-родовых общинах и прошла за 3000 лет длительный путь развития до сложных теологических систем Востока: от фетишизма и тотемизма, до политеизма и монотеистического мышления. Древнеегипетская религия предполагала теогонию и космогонию, культы и мифы, представления о загробной жизни, организацию клира (жречество) и его положения в обществе, обожествление фараона и т. д.
Древнеегипетская религия традиционно считается политеистической, хотя в Древнем Египте присутствовал ряд культов, имевших генотеистический характер, а также недолго просуществовал атонизм (XIV век до н.), который имеет признаки монолатрии. Этот факт иногда приводит к смешению понятий, некоторые строят теории о скрытой монотеистичности древнеегипетской религии, проводят связи между религией Египта и Израилем.

#### Религии Древней Греции и Рима
Одной из самых сложных и тщательно разработанных систем политеистического мировоззрения была религия древней Греции и древнего Рима.
У древних греков существовал многочисленный, но строго очерченный пантеон человекоподобных богов (Зевс, Аполлон, Афродита и т. д.) и полубогов (героев), и внутри этого пантеона существовала жёсткая иерархия. Древнегреческие боги и полубоги ведут себя так же, как ведут себя люди, и, в зависимости от их поступков, происходят те или иные события.
Антропоморфная сущность богов естественным образом предполагает, что добиться их благосклонности можно материальными средствами — подарками (в том числе человеческими и иными жертвами), уговорами (то есть обратиться к ним с молитвой, которая, в том числе, может иметь характер самовосхваления или даже обмана) или особыми поступками.

### Авраамические религии
Праотец Авраам из Пятикнижия считается основателем традиции, получившей отражение и развитие в иудаизме, христианстве и исламе.

#### Иудаизм
Иудаизм формировался, по меньшей мере, с XIX века до н. э. на территории Ханаана и северного Египта (ныне это территории Египта, Сирии, Ливана, Израиля и Иордании). Иудаизм провозгласил монотеизм, углублённый учением о сотворении человека Богом по Своему образу и подобию. Эта религия включает в религиозную сферу все стороны жизни человека. Иудей — это одновременно и религиозная, и национальная принадлежность, и обязательство следовать своду предписаний, которые определяют всю повседневную жизнь человека (Галаха). Иудаизм лишён некоторых необходимых для мировой религии черт: подавляющее большинство верующих принадлежит к нему от рождения, но в иудаизм можно перейти, для этого достаточно пройти гиюр.

#### Христианство
Христианство возникло в I веке н. э. в Палестине, находившейся на тот момент под властью Римской империи, первоначально в среде евреев, в контексте мессианских движений ветхозаветного иудаизма. Уже в первые десятилетия своего существования христианство получило распространение и в других провинциях и среди других этнических групп. Для христианства «нет ни эллина, ни иудея» (Гал. 3, 28), в том смысле, что христианином может быть любой, вне зависимости от его национальной принадлежности. Потому, в отличие от иудаизма, являющегося национальной религией, христианство стало мировой религией.
Одним из самых важных нововведений христианства следует считать веру в действительное — а не кажущееся или мнимое — вочеловечение Бога и в спасительность Его жертвенной смерти и воскресения. Вочеловечивание Бога происходит в Иисусе Христе, как осуществление ветхозаветных пророчеств.
В христианстве присутствует ряд религиозных предписаний, характерных и для иудаизма («Десять заповедей», «Заповеди любви», «Золотое правило нравственности»). Однако благодаря представлению о благодати христианство сняло со своих последователей множество других, менее значимых религиозных ограничений (бремена неудобоносимые). Диалектика «закона» и «благодати», «страха Божьего» и «любви» продолжает оставаться актуальной для христианства на протяжении всей его истории, принимая разные формы («Слово о законе и благодати», «Либеральное христианство», «Фундаментализм»).

#### Ислам
Ислам возник в VII веке н. э. на Аравийском полуострове, где в ту пору царствовало язычество. Многие религиоведы (см. Люксенберг, Кристоф) склонны утверждать, что Мухаммед многое позаимствовал из иудаизма и христианства. Хотя к VII веку н. э. христианство уже распространилось на огромную территорию, включая и южное побережье Средиземного моря, на территории Аравийского полуострова его последователи были не очень многочисленны. Единственное христианское царство — Йемен — которым на момент рождения Мухаммада правили эфиопы-монофизиты, и то в период становления ислама перешло под власть персов-зороастрийцев. Впрочем, кланы и племена Аравии жили бок о бок с евреями и христианами на протяжении нескольких веков, и были хорошо знакомы с идеей монотеизма. Так, Варака, двоюродный брат Хадиджи, жены Мухаммеда, был христианином. Монотеисты или люди с монотеистическими наклонностями были известны как «ханифы». Считалось, что они следуют религии Авраама. Ислам признаёт в качестве пророков основателей всех предыдущих монотеистических религий.

### Индийские религии
Религии, возникшие на Индийском субконтиненте. К индийским религиям относятся индуизм, джайнизм, буддизм, сикхизм и другие. Основной концепцией индийских религий является вера в дхарму — универсальный закон бытия. Практически все индийские религии (за исключением сикхизма) принимают за базовую концепцию кармическую череду перерождений.

### Мировые религии
Под мировыми религиями принято понимать буддизм, христианство и ислам (указаны в порядке возникновения). Чтобы религия считалась мировой, она должна иметь весомое число последователей по всему миру и при этом не должна ассоциироваться с какой-либо национальной или государственной общностью. Кроме того, при рассмотрении религии в качестве мировой учитывается её влияние на ход истории и масштабы распространения.

### Распределение численности последователей поконфессиям
По данным христианского сайта «Laborers Together» на 2011 год распределение населения Земли по религиозному признаку следующее:

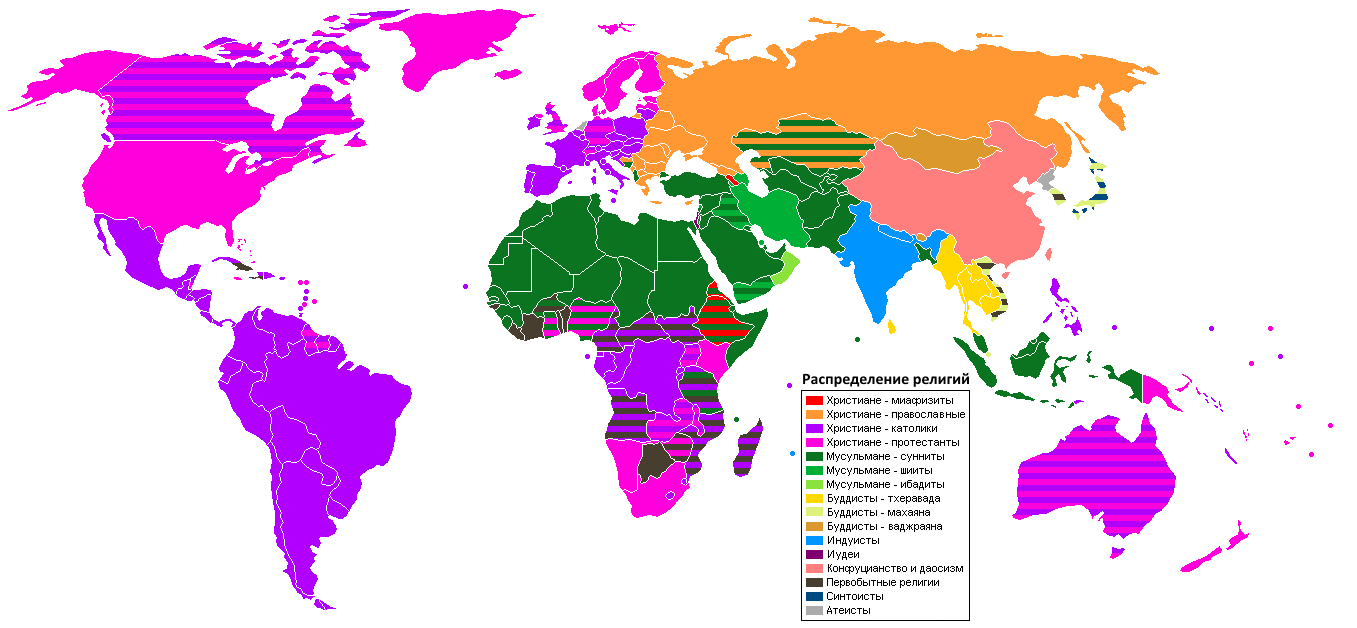
Карта демонстрирует распространение крупнейших религий мира и их основных конфессий

- христиане — 2,31 млрд (33 % населения Земли);
- мусульмане — 1,58 млрд (23 % населения Земли);
- исповедующие индуизм — 0,95 млрд (14 % населения Земли);
- буддисты — 0,47 млрд (6,7 % населения Земли);
- исповедующие традиционные китайские религии — 0,46 млрд (6,6 % населения Земли);
- сикхи — 24 млн (0,3 % населения Земли);
- иудеи — 15 млн (0,2 % населения Земли);
- приверженцы местных верований — 0,27 млрд (3,9 % населения Земли);
- нерелигиозные — 0,66 млрд (9,4 % населения Земли);
- атеисты — 0,14 млрд (2 % населения Земли).

Данные о распределении численности последователей по конфессиям по состоянию на конец XIX — начало XX века публиковались в статье «Религия» Энциклопедического словаря Брокгауза и Ефрона.

## Религия в культуре
Большое количество литературных, музыкальных произведений и произведений изобразительного искусства отображают представления людей о религии и религиозных объектах.

## Критика
Критика религии включает критику идей, их соответствия реальности, критику религиозных практик, их социальных и политических последствий. Религиовед Томас Твид писал, что религия не просто может давать смысл на личном уровне, религии, которые претендуют на высшую власть, влияют на общество, и это влияние может быть как позитивным, так и негативным. Религия действовала как охранительная сила, защищающая различные формы дискриминации, так и как преобразующая сила, побуждающая к социальным изменениям.
Многие приверженцы христианства из европейской элиты и среднего класса были вовлечены в викторианский духовный кризис, когда сошлись воедино различные интеллектуальные вызовы. В период между 1840 и 1900 годами некоторые европейцы отошли от религиозной веры под влиянием дарвиновской биологии и новой геологии, которые оспаривали библейские представления о происхождении и возрасте вселенной; нового исторического и литературного направления в изучении Библии, называемого высшей критикой, оспаривавшего представление о богодухновенности Писания было божественно вдохновлено; нового сравнительного изучения религий, которое оспаривало уникальность и превосходство христианства. Некоторые верующие стремились сохранить свою веру, творчески переосмысливая традиционные учения в новых условиях. Так, ряд теологов и мыслителей переосмысли библейский рассказ о творении мира за семь дней, предложив понимать эти дни как серию эволюционных эпох. К началу XX века эволюция стала рассматриваться этими мыслителями как средство, которым Бог творил.
Научный атеизм стал неотъемлемой частью марксистско-ленинского мировоззрения. Он был основан на взгляде на мир и человека в рамках диалектического и исторического материализма. Будучи философской наукой, научный атеизм исходит из основных положений диалектического и исторического материализма как в объяснении происхождения религии, так и в научной критике религии. Классики марксизма и большая группа советских философов не рассматривали атеизм как самостоятельное, отдельное от материализма учение, однако в послесталинский период «научный атеизм» был объявлен «единственно правильным учением», стал отдельной философской дисциплиной и самостоятельной наукой со собственными предметом исследования и проблемным полем.
В XX веке функция религии по созданию смысла снова подверглась критике в результате событий мировых войн, атомных бомбардировок и Холокоста. Некоторые евреи, включая выжившего в Освенциме Эли Визеля, выступили с критикой библейского Бога, который должен был защищать свой избранный народ. В своих мемуарах «Ночь», Визель писал о чувстве протеста, которое возникло в нём, когда он наблюдал, как детей отправляли в лагерный крематорий, где их тела «превращались в завитки дыма под тихим голубым небом». Эти моменты, писал он, «убили моего Бога и мою душу».
В начале XXI века получила известность критика религии представителями нового атеизма. Основные авторы этого направления получили наименование «четыре всадника атеизма» (Ричард Докинз, Кристофер Хитченс, Дэниел Деннет и Сэм Харрис). Их идеи на тему критики религиозных нарративов, изложенные в книгах, научных статьях и выступлениях, породили дебаты в различных областях исследования и активно цитируются в популярных СМИ. В книге «Конец веры» философ Сэм Харрис акцентировал внимание на том, что он считал негативными качествами религии, включая насилие. В книге «Разрушение заклятия» философ Дэниел Деннетт сосредоточился на вопросе «почему мы верим в странные вещи». Книга «Бог как иллюзия» биолога Ричарда Докинза обсуждает различные аспекты, связанные с религией. В работе «Бог не велик» журналист и полемист Кристофер Хитченс утверждал, что религиозные силы посягают на человеческое достоинство, и писал о коррупции в религиозных организациях.

### Религия и наука
В позднюю викторианскую эпоху было принято писать о «войне между наукой и религией» и предполагать, что эти две сферы культуры всегда должны находиться в конфликте. Однако позднее историки науки отошли от подобных взглядов. Тезис о конфликте, по крайней мере в его простой формулировке, в настоящее время широко воспринимается как ошибочная интеллектуальная основа для построения реалистичной историографии западной науки. Историк науки Джон Брук писал, что в своих традиционных формах тезис конфликта был в значительной степени дискредитирован. Согласно Гэри Фернгрену, хотя точка зрения Брука о преобладании тезиса комплексности, над тезисом конфликта получила широкое признание среди профессиональных историков науки, традиционная позиция остаётся сильной в других сферах, не в последнюю очередь в общественном сознании.
Религия формулирует положения космогонии (происхождения мира) и антропологии (происхождение человека), которые вступают в противоречие с современными научными представлениями. В связи с этим, современная наука критикует многие религиозные положения. Примером может послужить борьба сторонников креационизма с теорией эволюции (критика эволюционизма).
Религии иногда постулируют тезисы, противоречащие или не согласующиеся с имеющимися научными представлениями о законах природы. Чудеса, описанные во многих религиозных произведениях, могут оцениваться с точки зрения их соответствия законам природы.
Критически могут оцениваться религиозные тексты с точки зрения их соответствия современным представлениям исторической науки. Например, некоторые места в Библии светскими библеистами рассматривают как содержащие противоречивые или не согласующиеся между собой факты и повествования (например, разница некоторых текстовых мест и вопрос их истолкования между четырьмя Евангелиями Нового Завета). Интерпретация этих мест библейскими критиками может значительно отличаться от традиционных религиозных интерпретаций богословов и апологетов. Часть богословов (либерального направления) могут соглашаться с этой критикой, в то время как другие (главным образом консервативные) в свою очередь могут критически оценивать научный уровень этой критики.
Вопрос совместимости науки и религии есть предмет дискуссий. Как учёные, так и теологи высказывают зачастую прямо-противоположные взгляды.
Мнения о совместимости

Прекрасную формулировку нашёл самый именитый участник наших встреч, один из создателей современной теории инфляции Вселенной, академик РАН Алексей Старобинский. Он сказал: «Бог благословил нас не учитывать его в научных исследованиях». То есть действительно, когда учёный действует в рамках научного исследования и изучает природу, ему совершенно не нужно искать следы непосредственного действия Бога. Но как только мы вспоминаем о человеке и его сознании, тут без Бога уже не обойтись. Тот же академик Старобинский сказал, что Бог существует хотя бы в том смысле, что в истории огромное количество людей действовало исходя из своей веры, и это проявлялось в их поступках, причём иногда очень благородных и жертвенных.— Елена Кудрявцева. Я бы не делил учёных на атеистов и не атеистов. Журнал «Огонёк», 24 апреля 2017
Мнения о несовместимости
- Известный американский генетик Д. А. Койн высказывает мнение о полной несовместимости научных взглядов и религиозного мировоззрения[100].

### Критическое осмысление религиозного опыта
Существует гипотеза о том, что религиозно-мистический опыт может быть вынесен из симптоматики эпилептических и других приступов, шизофренических расстройств, деменций, опыта терминальных состояний или употребления галлюциногенов. Галлюцинации могут происходить в некоторых пограничных состояниях центральной нервной системы, которые могут в свою очередь вызываться переутомлением, высокой температурой, голоданием или неумеренным постом и другими событиями.
По мнению психиатра Станислава Грофа, экспериментировавшего с влиянием ЛСД на психику, «переживание смерти и рождения, единения со Вселенной или с Богом, столкновение с демоническими явлениями или переживание „прошлых воплощений“, наблюдаемые в ЛСД-сеансах, оказываются феноменологически неотличимыми от подобных переживаний, описанных в священных писаниях великих религий мира и тайных мистических текстах древних цивилизаций». При этом Гроф так оценивает опыт, полученный в изменённых состояниях психики: «В холотропных состояниях мы переживаем вторжение других измерений бытия, которые могут быть очень интенсивными и даже ошеломляющими».
Разные религии по-разному относятся к поиску экстатических и мистических видений, переживаний и откровений. Не во всех религиях подобный поиск поощряется, а любой мистический опыт принимается за подтверждение истинности веры. Например, по мнению профессора богословия А. И. Осипова, «все святые отцы и подвижники, опытные в духовной жизни, решительно предупреждают христианина о возможности впадения в т. н. прелесть, то есть в духовный самообман, при котором человек свои нервно-психические, а часто и бесовские возбуждения и порождаемые ими лжевидения принимает за откровения Божии».

### Определение религии
на русском языке
- Трубецкой С. Н. Религия // Энциклопедический словарь Брокгауза и Ефрона : в 86 т. (82 т. и 4 доп.). — СПб., 1890—1907.
- Аванесов С. С.. Лекции по философии религии. Часть 2. Предмет философии религии. Этимология термина «религия». Институт дистанционного образования, Томский государственный университет. Дата обращения: 26 сентября 2018.
- Аллес Г. Религия // Интернет-издание «Религиозная жизнь» (перевод статьи из The Encyclopedia of Religion. Macmillan Reference, 2005)
- 750 определений религии: история символизаций и интерпретаций / Аринин Е. И. (редактор). — Владимирский государственный университет им. А. Г. и Н. Г. Столетовых, 2014. — 460 с. — ISBN 978-5-9984-0546-4.
- Религия / Гараджа В. И. // Проба — Ременсы. — М. : Советская энциклопедия, 1975. — (Большая советская энциклопедия : [в 30 т.] / гл. ред.  А. М. Прохоров ; 1969—1978, т. 21).
- Религия : [арх. 10 ноября 2022] // Пустырник — Румчерод [Электронный ресурс]. — 2015. — С. 374. — (Большая российская энциклопедия : [в 35 т.] / гл. ред. Ю. С. Осипов ; 2004—2017, т. 28). — ISBN 978-5-85270-365-1.
- Митрохин Л. Н. Религия // Новая философская энциклопедия / Ин-т философии РАН; Нац. обществ.-науч. фонд; Предс. научно-ред. совета В. С. Стёпин, заместители предс.: А. А. Гусейнов, Г. Ю. Семигин, уч. секр. А. П. Огурцов. — 2-е изд., испр. и допол. — М.: Мысль, 2010. — ISBN 978-5-244-01115-9.
- Яблоков И. Н., Давыдов И. П. Лекция 22 «Религия и право» // Философия права. Курс лекций. Учебное пособие / Марченко М. Н. (отв. редактор). — Проспект, 2014. — Т. 2. — 555 с. — ISBN 9785392017744.

на других языках
- Asad, Talal. The Construction of Religion as an Anthropological Category // Genealogies of Religion: Discipline and Reasons of Power in Christianity and Islam. Baltimore, 1993. P. 27—54. (англ.)
- Pivovarov D. V. On Universal Definition of Religion // Journal of Siberian Federal University. Humanities & Social Sciences. — 2015. — Т. 8, № 1. — С. 52—63.
- Harrison, Peter[англ.]. The Territories of Science and Religion. — University of Chicago Press, 2015. — 300 p. — ISBN 9780226184487.

### История религии и религиоведение
- Аванесов С. С.. Лекции по философии религии. Приложение. Проблема типологии религий. Институт дистанционного образования, Томский государственный университет. Дата обращения: 26 сентября 2018.
- Аринин Е. И. Философия религии. Принципы сущностного анализа: Монография. — Архангельск: Издательство ПГУ им. М. В. Ломоносова, 1998. — С. 295. — ISBN 5-88086-168-6.
- Баёв П. А. Церковь и служитель культа в медийном дискурсе отечественного социума // Социологические исследования. — 2011. — № 2. — С. 118—127.
- Буайе П. Объясняя религию: Природа религиозного мышления = Pascal Boyer: "Et l'Homme Crea Les Dieux:Comment expliquer la religion". — М.: Альпина Нон-фикшн, 2016. — 496 с. — ISBN 978-5-91671-632-0.
- Горохов С. А., Христов Т. Т. Религии народов мира. Учебное пособие. — М.: «Проспект», 2013. — 584 с. — ISBN 9785392139170.
- Жуковский В. И., Копцева Н. П., Пивоваров Д. В. Визуальная сущность религии: монография. — Красноярск: Краснояр. гос. университет., 2006. — 460 с. — ISBN 5-7638-0628-X.
- Забияко А. П. Религия // Энциклопедия религий / Под ред. А. П. Забияко, А. Н. Красникова, Е. С. Элбакян. — М.: Академический проект, Гаудеамус, 2008. — С. 1069—1073. — 1520 с. — (Summa). — 3000 экз. — ISBN 978-5-8291-1084-0, ISBN 978-5-98426-067-1.
- Зубов А. Б. История религии. Курс лекций. Книга первая. — М.: МГИМО-Университет, 2006. — 436 с. — ISBN 5-9228-0243-7.
- Семёнов Ю. И. (2002), Возникновение религии и её первая, исходная форма — магия, Скепсис № 1
- Семёнов Ю. И. (2003), Основные этапы эволюции первобытной религии, Скепсис № 2
- Семёнов Ю. И. (2003), Тотемизм, первобытная мифология и первобытная религия, Скепсис № 3
- Тихонова Г. Ю., Гиниятова Е. В. Религиоведение: учебное пособие. — Томск: Издательство Томского политехнического университета, 2013. — 203 с.
- Религия и мифология / С. А. Токарев // Мифы народов мира : Энцикл. в 2 т. / гл. ред. С. А. Токарев. — 2-е изд. — М. : Советская энциклопедия, 1988. — Т. 2 : К—Я. — 719 с.
- Шахнович М. М. Концепт «научный атеизм»: история его конструирования и введения в философию и политическую практику (1954—1964) // Вестник Санкт-Петербургского университета. Философия и конфликтология. — 2022. — Т. 38, вып. 3. — С. 436—448. — doi:10.21638/spbu17.2022.314.
- Эйнштейн А. Религия и наука // Эйнштейн А. Собрание научных трудов. — М.: Наука, 1967. — Т. IV. — С. 126—129.
- Элбакян Е. С. Религия // Философский словарь / Под ред. И. Т. Фролова. — 7-е изд., перераб. и доп. — М.: Республика, 2001. — С. 488.
- Религиоведение: учебник для бакалавров / Яблоков И. Н.. — М.: Юрайт, 2014. — 479 с. — ISBN 978-5-9916-2985-0.

на других языках
- Beckford, James A. Social Theory and Religion (англ.). — Cambridge: Cambridge University Press, 2003. — 252 p. — ISBN 978-0-521-77431-4.
- Brooke, J. H. Science and Religion: Some Historical Perspectives (англ.). — Cambridge University Press, 1991.
- Ferngren, Gary. Introduction // Gary Ferngren (editor). Science & Religion: A Historical Introduction (англ.). — Baltimore: Johns Hopkins University Press, 2002. — ISBN 0-8018-7038-0.
- Fitzgerald, Timothy. The Ideology of Religious Studies (англ.). — New York: Oxford University Press, 2003. — ISBN 978-0195347159.
- Religions of the world: a comprehensive encyclopedia of beliefs and practices / J. Gordon Melton and Martin Baumann (ed.). — 2nd Ed. — Santa Barbara/Denver/Oxford: ABC-Clio, 2010. — Т. 1—6. — 3200 с. — ISBN 978-1-59884-203-6.
- Chapter 16, "New Atheism" // The Oxford Handbook on Atheism (англ.). — Oxford University Press, 2016. — ISBN 978-0199644650.
- Russell, Colin A.[англ.]. The Conflict Thesis // in Gary Ferngren (editor). Science & Religion: A Historical Introduction (англ.). — Baltimore: Johns Hopkins University Press, 2002. — ISBN 0-8018-7038-0.
- Shapin, S. The Scientific Revolution (англ.). — University of Chicago Press, 1996.
- Thrower, James[англ.]. Marxist-Leninist 'Scientific Atheism' and the Study of Religion and Atheism in the USSR (англ.). — Berlin: Walter de Gruyter & Co. Religion and Reason (Vol. 25), 1983. — 500 p. — ISBN 90-279-3060-0.
- Tweed, Thomas A. Religion: A Very Short Introduction (англ.). — Oxford University Press, 2020. — ISBN 9780190064693.

### Апологетика
- Маслов А. А. Религия в Китае // Китай: Укрощение драконов. Духовные поиски и сакральный экстаз. — СПб.: Алетейя, 2003. — С. 15—29.
- Мень А. В. История религии: В поисках Пути, Истины и Жизни. — (в 7 томах). — М., 1991—1992.
- Мень А. В. История религии (учебник в 2 томах). — М., 1997. Архивировано 15 июля 2006 года. (Том 1. В поисках Пути, Истины и Жизни. Том 2. Пути христианства).
- Осипов А. И.. Путь разума в поисках истины (1997). Дата обращения: 7 ноября 2010.
- Толстой Л. Н. Толстовский листок — Толстой и о Толстом: выпуск первый / сост. В. А. Мороз. — изд. 2-е. — М.: Мамонтовский Дом; Музей русской народной живописи, 1995. — 116 с. — (Запрещённый Толстой). — Содерж.: Что такое религия и в чём сущность её? Дата обращения: 23 августа 2007.
- Торчинов Е. А.. Религии мира. Опыт запредельного. Трансперсональные состояния и психотехника. Дата обращения: 29 ноября 2008.
- Флоренский П. А. Собрание сочинений. Философия культа (опыт православной антроподицеи). — М.: Мысль, 2004. (Серия «Философское наследие». — Т. 133).
- Елена Кудрявцева. Я бы не делил учёных на атеистов и не атеистов // Огонёк : журнал. — 2017. — 25 апреля. «Астрофизик Максим Зельников о протестах учёных против лженауки и веры в сверхъестественное».

### Критика
- White, E. D. A History of the Warfare of Science with Theology in Christendom. 2 vols. (1896) (англ.) (на русском языке: Уайт, Э. Д. Борьба религии с наукой / Пер. Д. Л. Вейса. — М.—Л., 1932.).
- Walter Richard Cassels[англ.]. Supernatural Religion: An Inquiry into the Reality of Divine Revelation. Дата обращения: 27 марта 2009. Архивировано 15 мая 2012 года., London, 1902. (в pdf, djVu. Дата обращения: 2 октября 2017. Архивировано 15 мая 2012 года.) (англ.) («Сверхъестественная религия: исследование реальности божественного откровения»).
- John William Draper. History of the Conflict Between Religion and Science (англ.). — New York: D. Appleton, 1874. («История борьбы между религией и наукой»).
- Hitchens, C. E. God Is Not Great: How Religion Poisons Everything ISBN 0-446-57980-7 (на русском языке: Хитченс К. Бог — не любовь: Как религия всё отравляет / Пер. с англ. — М.: ООО «Альпина нон-фикшн», 2012. — 365 с. — ISBN 978-5-91671-092-2.).
- Джерри Койн. Вера против фактов: Почему наука и религия несовместимы = A. Jerrry Coyne Faith Versus Fact: Why Science and Religion Are Incompatible. — М.: Альпина Паблишер, 2016. — 384 p. — ISBN 978-5-9614-5817-6..
- «Унаследуют ли верующие землю? Демография и политика в XXI веке», политический социолог Эрик Кауфман.